# Bathyraja scaphiops
Bathyraja scaphiops е вид хрущялна риба от семейство Arhynchobatidae. Видът е почти застрашен от изчезване.

## Разпространение и местообитание
Разпространен е в Аржентина и Фолкландски острови.
Среща се на дълбочина от 109 до 720 m, при температура на водата от 3,5 до 8,9 °C и соленост 33,8 – 35 ‰.